# Matthias Lechner (Artdirector)
Matthias Florian Lechner (* 27. Februar 1970 in Mannheim) ist ein deutscher Artdirector und Animationsfilmer.

## Leben
Matthias Lechner wurde am 27. Februar 1970 im baden-württembergischen Mannheim geboren, wuchs aber in Schwäbisch Hall auf. Nach dem Zivildienst ging Lechner 1990 zunächst nach Hamburg und wurde dort Praktikant bei der Zeichentrickproduktionsfirma TFC Trickompany, die für das Kino gerade die Comicverfilmung Werner – Beinhart! gemacht hatte. Hier arbeitete Lechner 1992 als Hintergrund-Designer für den Film Der kleene Punker, wurde später Artdirector von TFC und zeichnete in dieser Funktion für den Film Werner – Gekotzt wird später! (2003) verantwortlich. In dieser Zeit studierte Lechner parallel in Dublin Klassische Animation. Für den 2016 erschienenen Computeranimationsfilm Zoomania  fungierte Lechner als künstlerischer Leiter und hatte für diese Arbeit vier Jahre lang die Spielorte des Films entworfen. Lechner wurde von den Disney-Studios zum Art Director Environment ernannt und war in dieser Funktion nur für die Umgebung verantwortlich.
Lechner ist mit einer Kanadierin verheiratet und zog vor einigen Jahren mit seiner Familie nach Los Angeles, Kalifornien.

## Filmografie (Auswahl)
- 2000: Hilfe! Ich bin ein Fisch (Hjælp, jeg er en fisk)
- 2004: Lauras Stern
- 2011: Lauras Stern und die Traummonster
- 2013: Keinohrhase und Zweiohrküken
- 2013: Nix wie weg – vom Planeten Erde (Escape from Planet Earth)
- 2016: Zoomania (Zootopia)